# The Apostles (Elgar)
The Apostles, Op. 49, è un oratorio per solisti, coro e orchestra composto da Edward Elgar. Fu eseguito per la prima volta il 14 ottobre 1903.

## Premessa
Dopo il successo internazionale di Enigma Variations (1899) e Il sogno di Geronte (1900), Elgar fu incaricato dal Birmingham Triennial Musical Festival, che aveva anche prodotto Geronte, di scrivere una nuova opera corale. Ciò incoraggiò Elgar a iniziare a comporre un'opera su larga scala su un argomento che stava contemplando, secondo il compositore, fin da ragazzo, quando aveva persino iniziato a scegliere i testi. The Apostles, come il suo successore The Kingdom, descrivono i discepoli di Gesù e le loro reazioni agli eventi straordinari a cui assistono.
Nonostante avesse pianificato la commissione ricevuta nel dicembre 1901, Elgar prestò poca attenzione a The Apostles fino al luglio 1902, quando ebbe finito di comporre e provare la sua Coronation Ode, Op. 44. L'ideazione del libretto da parte di Elgar prevedeva una lunga immersione negli scritti teologici, così come la bozza di Wagner per Jesus von Nazareth e la poesia di Henry Wadsworth Longfellow The Divine Tragedy. Mise insieme il suo libretto dai versetti delle Scritture, come era stato il modello per molti degli oratori più importanti, tra cui il Messiah di Händel (1741) e l'Elia di Mendelssohn (1836). Dopo molti ritardi, Elgar iniziò finalmente la composizione ufficiale della musica a metà dicembre 1902. La composizione dell'opera riguardo alla partitura vocale fu completata entro la fine di giugno 1903, mentre la partitura fu completata il 17 agosto.
The Apostles è un'opera narrativa, che tratta della chiamata degli Apostoli e della loro esperienza della predicazione, dei miracoli, della crocifissione, risurrezione e ascensione di Gesù. The Kingdom avrebbe continuato la storia. Elgar era più interessato alle motivazioni umane che alle basi filosofiche e due dei personaggi più importanti dell'opera sono i due peccatori Maria Maddalena e Giuda Iscariota.
L'ideazione di Elgar andò oltre i confini di un'unica opera: The Kingdom fu inizialmente concepito come l'ultima parte di The Apostles, ma in seguito Elgar considerò entrambe come le prime due parti di una trilogia. In ogni caso, la terza parte progettata, The Last Judgment, non andò mai oltre alcune bozze che Elgar produsse sporadicamente fino al 1920.
La traduzione tedesca e la prima esecuzione in Germania furono entrambe opera del direttore d'orchestra Julius Buths.

## Ruoli
The Apostles è scritto per una grande orchestra, di tipiche proporzioni tardo romantiche, con l'aggiunta di uno shofar (di solito sostituito da uno strumento più convenzionale, come un flicorno), che annuncia l'alba. C'è un doppio coro con semicoro e sei cantanti solisti che rappresentano:
| Ruolo                           | Registro vocale |
| ------------------------------- | --------------- |
| Beata Vergine / Angelo Gabriele | soprano         |
| Maria Maddalena                 | contralto       |
| San Giovanni                    | tenore          |
| San Pietro                      | basso           |
| Gesù                            | basso           |
| Giuda                           | basso           |

## Trama
Il lavoro è suddiviso in due parti e sette sezioni, ciascuna eseguita senza interruzioni. I testi furono selezionati da Elgar dalla Bibbia e dai Vangeli apocrifi.

### Parte 1
1. La chiamata degli apostoli. La musica inizia poco prima dell'alba; il sole sorge e uno per uno vengono scelti gli Apostoli.
2. A bordo strada. Questo raffigura l'insegnamento di Gesù ed evoca in particolare le Beatitudini.
3. Dal mare di Galilea. L'attraversamento del mare è casuale; qui è Maria Maddalena il centro dell'attenzione. Dopo la scena di una tempesta notturna, viene interpretata la sua conversione e la scena si sposta nella Cesarea di Filippo e Cafarnao. La scena è seguita da un epilogo corale, "Turn you to the stronghold", aggiunto più tardi alla composizione del pezzo.

### Parte 2
1. Il tradimento. Sebbene segua la narrativa della Passione, la sezione si occupa principalmente del carattere e della motivazione di Giuda. Viene mostrato mentre tenta di manovrare Gesù in modo che sia costretto a mostrare il suo potere divino ed affermare il suo regno. Gli eventi del processo e della condanna avvengono "fuori scena", con occasionali contributi del coro (nei ruoli di cantanti nel tempio e nella folla). Alla fine Giuda lascia il posto alla disperazione.
2. Golgota. La scena della crocifissione è, nelle parole di Elgar, "un semplice schizzo". Le parole morenti di Gesù "Eli, eli, lama sabachthani" sono declamate dalla sola orchestra; dopo di che il coro risponde pianissimo, "Davvero questo era il figlio di Dio".
3. Al Sepolcro. La storia della risurrezione è brevemente narrata dal narratore e da un coro di angeli, in un interludio beato, simile a una primavera.
4. L'Ascensione. Il miracolo è quasi casuale; il punto è che gli Apostoli, sebbene qui si uniscano in lode agli angeli, stanno per stabilire la chiesa sulla terra. Questa idea informa il momento culminante finale del lavoro, scritto per tutte le forze complete di solisti, coro e orchestra.

## Strumentazione
| Legni                                 | Percussioni               | Voci              |
| 3 Flauti (uno doppiato dall'ottavino) | 3 Timpani (32", 29", 26") | Soprano solista   |
| 3 Oboi (uno doppia il corno inglese)  | Grancassa Piatti crash    | Contralto solista |
| 2 Clarinetti                          | Piatti sospesi            | Tenore solista    |
| 1 Clarinetto basso                    | Crotali (Ton. C4)         | 3 Bassi solisti   |
| 2 Fagotti                             | Tam tam largo             | Coro SATB         |
| 1 Controfagotto                       | Gong (Ton. Eb2)           | Archi             |
| Ottoni                                | Tamburello                | Violini I, II     |
| 4 Corni                               | Rullante                  | Viole             |
| 1 Shofar (Fuori scena)                | Triangolo                 | Violoncelli       |
| 3 Trombe                              | Glockenspiel              | Contrabbasso      |
| 3 Tromboni                            | 2 Arpe (2° ad lib)        |                   |
| 1 Tuba                                | Organo                    |                   |

Elgar specificò che il semi-coro, alla quarta battuta, dopo la prova numero 201, avrebbe dovuto essere composto da 24 voci (6 per ogni parte) e cantato dalla prima fila del coro. Il semi-coro avrebbe potuto anche essere un corpo separato di voci (voci di ragazzi per produrre l'effetto ideale) elevate sopra il coro. Se non fosse stato possibile avere un semi-coro senza indebolire il coro principale, il semi-coro avrebbe dovuto cantare dalla prima fila del coro.